# Thompson Falls (Montana)
Thompson Falls (Kutanaha ʔa·kaxapqǂi·nana) ist eine Stadt im US-Bundesstaat Montana, Vereinigte Staaten und Verwaltungssitz des Sanders County.

## Geografie
Thompson Falls liegt im Nordwesten Montanas nahe der Grenze zu Idaho im Clark Fork Valley. 
Das Stadtgebiet hat eine Größe von 4,48 km². Im Jahr 2010 betrug die Einwohnerzahl 1.313.

### Ökologie
In Thompson Falls lebt eine Population des Rauhäutigen Gelbbauchmolchs.
Prospect Creek ist ein unbewohntes Land- und Flussgebiet in Thompson Falls, das gerne von Campern genutzt wird.

## Geschichte
Thompson Falls ist nach dem britisch-kanadischen Entdecker, Geografen und Pelzhändler David Thompson benannt. Mit dem Anschluss an das Eisenbahnnetz 1881 begann die Stadt sich zu entwickeln. Als zwei Jahre später das nahe gelegene Coeur d’Alene vom Goldrausch erfasst wurde, wuchs die Stadt, um die Männer, die über den Murray Trail zu den Minen gingen, unterzubringen. 1910 wurde Thompson Falls offiziell gegründet.

## Verkehr
Durch Thompson Falls verläuft in Ost-West-Richtung der Montana Highway 200.

## Söhne und Töchter der Stadt
- Marc Racicot (* 1948), Politiker und 21. Gouverneur von Montana